# A Vida Secreta das Abelhas
The Secret Life of Bees (bra/prt: A Vida Secreta das Abelhas) é um filme estadunidense de 2008, dos gêneros drama e aventura, escrito e dirigido por Gina Prince-Bythewood, com roteiro baseado no romance The Secret Life of Bees, de Sue Monk Kidd.

## Sinopse
O filme conta a história de Lilly, que se culpa pela morte de sua mãe e tem um pai que a maltrata e, com certa cólera, recusa-se a contar sobre a sua mãe. No dia do aniversário de 14 anos de Lilly, ele diz mentiras sobre a sua mãe, e, amargurada, foge de casa com Rosaleen, sua amiga e babá para Carolina do Sul por uma dica de que a sua mãe morara lá quando era criança. Na cidade, se hospedam na casa das irmãs Boatwright, onde todas têm nomes de meses do ano - August (Agosto), June (Junho) e May (Maio) -, são negras e ganham a vida como apicultoras. Lilly enfrenta o pessimismo natural de June Boatwright, que não acredita nas mentiras ditas por Lilly e o racismo de se relacionar com negros.

## Elenco
- Queen Latifah .... August Boatwright
- Dakota Fanning .... Lilly Owens
- Jennifer Hudson .... Rosaleen Daise
- Alicia Keys .... June Boatwright
- Sophie Okonedo .... May Boatwright
- Paul Bettany .... T. Ray Owens
- Hilarie Burton .... Deborah Owens
- Tristan Wilds .... Zach Taylor
- Nate Parker .... Neil
- Shondrella Avery .... Greta Taylor

## Recepção

### Crítica
O Metacritic, que usa uma média ponderada, atribuiu ao filme uma pontuação de 57 em 100, baseado em 32 críticos, indicando críticas "mistas ou médias". No site agregador de críticas Rotten Tomatoes, 59% das 136 resenhas dos críticos são positivas. O consenso diz que o filme "tem charme, mas em grande parte é muito piegas e pegajoso".

### Lançamento
O filme foi exibido em setembro de 2008 no 33º Festival Internacional de Cinema de Toronto e teve seu lançamento comercial em 17 de outubro de 2008. Estreou em 3º lugar na bilheteria norte-americana em seu primeiro fim de semana com $10,527,799. Teve um lucro total de $39,947,322.

### Premiações
O filme ganhou os prêmios de "Filme de Drama Favorito" e "Filme Independente Favorito" no 35º People's Choice Awards. Também recebeu sete indicações ao prêmio NAACP Image Awards, que incluem Melhor Filme, Melhor Atriz em Filme (Queen Latifah, Dakota Fanning), Melhor Ator em Filme (Nate Parker) e Melhor Atriz Coadjuvante em Filme (Alicia Keys, Jennifer Hudson e Sophie Okonedo). Ganhou o prêmio de Melhor Filme.